# مهنا الدرة
مهنّا الدرّة، (ولد في عمان عام 1938 وتوفي في المدينة ذاتها سنة 2021)، هو رائد فن الرسم في الأردن  اشتهر على نطاق واسع كونه أول من قدّم الفن التكعيبي والفن التجريدي في الفنون البصرية في الأردن. عمل أستاذًا في كلية الفنون الجميلة والتصميم في الجامعة الأردنية وكان رئيساً لرابطة الفنون الجميلة.
عمل الدرة ديبلوماسياً في إيطاليا وتونس ومصر وروسيا، كما كان سفير جامعة الدول العربية لدى موسكو. عام 2001، أصدر البريد الأردني طابع بريد من فئة 200 فلس تكريماً للدرة يعرض أحد لوحاته. في تشرين الثاني (نوفمبر) 2006، أسمت وزارة الثقافة إحدى معارض الفنون على اسم مهنا الدرة، وعقدت ندوة وطنية عن فنّه بمشاركة عدد من الفنانين والنقّاد الأردنيين البارزين.

## التاريخ
ولد مهنا الدرة عام 1938 في مدينة عمَّان لأب لبناني وأم تركية. نشأ في منزل لا يبعد سوى مسافة قصيرة عن منطقة وسط عمان السياحية حيث المدرج الروماني. عندما كان طفلاً لفت انتباهه فلكلور المناطق المجاورة بما فيه من قصص الفتن والغيلان ما أشعل خياله وملاحظاته.
عرف عنه شغفه بالرسم منذ طفولته فأرسله والده لتعلّم الرسم على يد جورج علييف، وهو ضابط روسي في جيش القيصر كان قد هاجر للإقامة في عمان في خمسينات القرن الماضي. علّمه علييف أساسيات الرسم بالألوان المائية والزيتية. قابل مهنّا الرسام الهولندي وليام هالووين (William Halewijn) الذي أقام في الأردن لفترة بغرض اتمام مجموعة لوحاته عن الأراضي المقدسة وتعرف من خلاله على مدرسة رمبراندت والمدرسة الهولندية فأصبح مبهوراً بالمهارة التي استخدمها رمبراندت في استخدام الضوء والذي تميزت به لوحاته الخالدة.

## دراسته وعمله
التحق في عام 1954 بأكاديمية الفنون الجميلة في روما ليصبح أول أردني يتلقّى تعليماً أكاديمياً في الفن. تعلّم في روما أيضاً كلاسيكيات الفن من خلال ما شاهده من فن العمارة الروماني والآثار الرومانية القديمة والكنائس وما تعرضه متاحف الفن من أعمال عمالقة الرسم وأعجب بالرسام الفنان ليوناردو دافنتشي.
بعد تخرّجه عام 1958، عاد مهنّا إلى عمَّان لتدريس تاريخ الفن في كلية تدريب المعلمين. عام 1964، أسس قسم الفنون الجميلة في دائرة الثقافة والفنون في عمَّان كما أسّس معهد الفنون الجميلة عام 1970. كان مهنا الدرة أول أردني يؤسس استديو فني لتعليم الطلاب.
عمل في السلك الدبلوماسي في العام 1963

## المعارض
عرض الدرة نتاجه الفني في عدد من المعارض الفردية في روما وفلورنسا والاتحاد السوفييتي وعدد من عواصم الدول العربية والأوروبية وفي واشنطن العاصمة، وفي معرض بينالي البندقية 1988 والمتحف الوطني للفنون الجميلة في فاليتا، مالطا. بعد ذلك أقام معارض منفردة في موسكو وسانت بطرسبورغ والمتحف الوطني الأرندي للفنون الجميلة والقاعة الرئيسية في البرلمان النمساوي في فيينا.
شاركت أعمال الدرة في عدد من المحافل الفنية الوطنية والعالمية بما فيها الفاتيكان والمحكمة الإمبراطورية في اليابان ومجموعة رئيس الفلبين ومجموعة رئيس وزراء كندا بيير ترودو، ومجموع ديفيد روكفيللر وفي المتحف الوطني الأردني للفنون الجميلة وفي قاعة بون سيتي في واشنطن جامعة سان فرانسيسكو وفي جامعة جورجتاون، وفي عدد من المعاهد الأردنية.
في 28 نوفمبر من العام 2018 تم افتتاح معرض استعادي لأعمال مهنا الدرة في المتحف الوطني للفنون الجميلة بعنوان «مهنا الدرة: رائد الفن التشكيلي الأردني الحديث» استمر لأسابيع في صالات المتحف شمل أربعة طوابق المتحف كلها وقد كان المعرض إحيائيا يمثل استعادة للأعمال الفنية التي أجترحها الدرّة في مراحل مختلفة من حياته الإبداعية، وتوثيقها منذ تفتحه البكر على الحياة والتقاطه الحركة والرؤى البصرية في حركة المدينة الفتيّة، ومنذ أن أمسك بالفرشاة واللون. وتم عرض لوحة رسمها مهنا دره لمعلمه الأول جورج علييف وهي مرسومة بالاكريلك العام 1960 ولعل رسم مهنا لهذه الشخصية كان تعبيرا عن الوفاء والشكر لمعلمه الأول.

## أشهر أقواله
- «أملي أن أتمكّن من إبداع تأثير بصري، لا أن أروي حكايات» [7]
- «الفنون عندما ترتقي تلتقي» [8]
- «لا أذكر يومًا لم أكن فيه أرسم» [9]
- «الفن هو شعر لا يُدرس» [10]

## قالوا عنه
- «ستبقى أعماله خالدة في ذاكرة الوطن» جلالة الملكة رانيا العبدالله[11]
- «مهنا الدرة قامة أكبر من كونه رساماً، إنه صرح ثقافي بحد ذاته، في بلدنا والمنطقة، كان صديقاً للعائلة بأسرها، تعلمنا الكثير من مهنا وسنبقى ممتنين له طوال حياتنا» سمو الأمير علي بن الحسين [11]
- «وعندما أفكر بدوره الرائد في بلدنا الأردن وخارجه، أرى رجلاً يكاد يكون أكبر من الحياة. أصر على أن يبذل كل ما لديه للترويج للفن والثقافة، بما يتجاوز أعماله الفنية التي كانت بحد ذاتها شهادة على عمقه ومعرفته. كم نحن محظوظون في هذه الأمة أن يكون لدينا فنان عملاق كهذا» سمو الأميرة ريم علي [12]
- «رحيله يمثل خسارة للوطن والفن، سيما أنّ الدرة كان يُمثّل علامة مهمة ليس في المشهد التشكيلي الأردني وإنما العربي والعالمي، وهو أحد مؤسسي معهد الفنون التابع لوزارة الثقافة الذي خَرج الكثير من الفنانين التشكيليين الأردنيين» وزير الثقافة الدكتور باسم الطويسي [11]
- «لو لم أكن أعرفه كصديق وكفنان لكان من أهم الفنانين الذين أعجبت بهم وبعملهم وبما لديهم من فطرة وكفاءة عالية» حسن أبو نعمة[13]

## أوسمة
تلقّى مهنّا الدرة عدة أوسمة وتكريمات، منها:
- 1965 - فارس وسام القديس سلفستر المقدس من البابا بولس السادس
- 1970 - وسام الكوكب الأردني من الملك الحسين بن طلال
- 1977 - جائزة الدولة التقديرية الأولى لمساهمته في التنمية الثقافية في الأردن
- 1978 - الميدالية الذهبية من وزارة التراث الثقافي الإيطالية
- 1980 - ميدالية الرواد الذهبية وجائزة تقدير من اتحاد الفنانين العرب
- 1992 - عضو نشط منتخب في الأكاديمية الدولية للمعلوماتية
- 2006 - وسام نجمة التضامن الإيطالي
- 2021 - وسام مئوية الدولة، مقدّم من الملك عبد الله الأول بن الحسين، في احتفال عيد الاستقلال بتاريخ 25 أيار\مايو 2021.[14]